# Balboa (Cauca)
Pour les articles homonymes, voir Balboa.
Balboa est une municipalité située dans le département de Cauca, en Colombie.